# Paul Kariuki Njiru
Paul Kariuki Njiru (* 11. März 1963 in Kathunguri) ist ein kenianischer römisch-katholischer Geistlicher und Bischof von Wote.

## Leben
Paul Kariuki Njiru empfing am 1. März 1993 das Sakrament der Priesterweihe für das Bistum Embu.
Papst Benedikt XVI. ernannte ihn am 9. Mai 2009 zum Bischof von Embu. Die Bischofsweihe spendete ihm der Erzbischof von Nairobi, John Kardinal Njue, am 25. Juli desselben Jahres; Mitkonsekratoren waren Peter J. Kairo, Erzbischof von Nyeri, und Anthony Muheria, Bischof von Kitui.
Am 22. Juli 2023 ernannte ihn Papst Franziskus zum ersten Bischof des mit gleichem Datum errichteten Bistums Wote. Die Amtseinführung fand am 30. September desselben Jahres statt.
Im Juli 2024 gab er bekannt, sich für ein Jahr von der Leitung des Bistums zurückzuziehen. Er übertrug die Leitung zunächst an einen Priester. Mit Wirkung zum 28. September 2024 ernannte Papst Franziskus den Bischof von Machakos, Norman King’oo Wambua, zum Apostolischen Administrator sede plena, womit Kariuki Njirus Jurisdiktion auch kirchenrechtlich ausgesetzt ist. Gleichzeitig wurden die Gläubigen des Bistums ohne nähere Informationen aufgerufen, „für die vollständige Erholung“ des Bischofs zu beten.

## Veröffentlichungen
- Charisms and the Holy Spirit’s Activity in the Body of Christ: An Exegetical-Theological Study of 1 Corinthians 12,4-11 and Romans 12,6-8 [Doktorarbeit] (Rom: Ed. Pontificia Univ. Gregoriana, 2002).